# پیترو پائولو ویردیس
آنتونیو پیترو پائولو ویردیس(به ایتالیایی: Antonio Pietro Paolo Virdis) (زاده ۲۶ ژوئن ۱۹۵۷ در ساساری) مهاجم سابق باشگاه آ.ث. میلان ایتالیاست. او هیچ‌گاه برای تیم ملی کشورش بازی نکرد اما تیم المپیک ایتالیا را در المپیک سئول همراهی کرد.

## افتخارات

### باشگاهی
یوونتوس
- سری آ: ۷۸–۱۹۷۷، ۸۲–۱۹۸۱
- کوپا ایتالیا: ۷۹–۱۹۷۸

میلان
- سری آ: ۸۸–۱۹۸۷
- سوپرکوپا ایتالیانا: ۱۹۸۸
- جام باشگاه‌های اروپا: ۸۹–۱۹۸۸

### فردی
- آقای گل سری آ: ۸۷–۱۹۸۶